# Saint Mary's College of California
Il Saint Mary's College of California è un'università privata di indirizzo cattolico con sede a Moraga, nello stato americano della California.
L'istituto fu fondato nel 1863 da José Sadoc Alemany y Conill, arcivescovo domenicano di San Francisco, e nel 1868 fu affidato ai Fratelli delle scuole cristiane. La sede del college fu stabilita a Moraga nel 1928. In origine i corsi erano riservati agli studenti di sesso maschile, ma nel 1970 iniziarono ad essere ammesse anche le studentesse.